# Petr Goëss
Jan Petr hrabě Goëss (označovaný též jako Jan Petr II. Goëss, německy Johann Peter II. Graf von Goëss, Freiherr zu Karlsberg, Moosburg und Ebenthal, 8. února 1774, Florencie – 11. července 1846, Vídeň) byl rakouský šlechtic, státník, dvořan a diplomat. Od mládí působil ve státních službách a během napoleonských válek vynikl jako správce různých korunních zemí Habsburské monarchie, později byl guvernérem v Haliči a Benátsku. Nakonec zastával funkci nejvyššího maršálka císařského dvora (1834–1846), byl rytířem Řádu zlatého rouna a proslul také jako mecenáš.

## Životopis

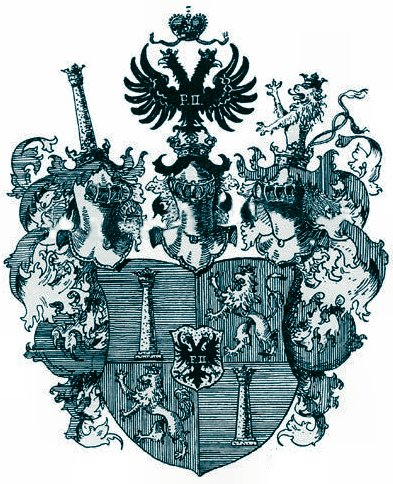
Erb rodu Goëssů

Pocházel ze starého šlechtického rodu Goëssů španělského původu (hraběcí titul v rodině od roku 1693). Narodil se jako nejstarší ze tří synů c.k. generálmajora hraběte Jana Karla Antonína Goësse (1728–1798). Vystudoval práva na univerzitě ve Vídni a poté vstoupil do státních služeb. Na počátku napoleonských válek vynikl jako správce v Dalmácii, kde proslul úspěšným bojem proti hladomoru. V letech 1804–1806 byl zemským hejtmanem v Korutansku, kde vlastnil statky, následně byl prezidentem zemské vlády štýrsko-korutanské. V letech 1808–1809 byl krátce guvernérem v Terstu a během Napoleonova vpádu do Rakouska v roce 1809 se pokusil vyvolat povstání v Tyrolsku proti napoleonské armádě (Andreas Hofer), organizoval také zeměbranu v Korutansku. Krátce byl držen ve francouzském zajetí, poté byl v letech 1810–1815 guvernérem v Haliči, následně v letech 1815–1819 guvernérem v Benátkách.

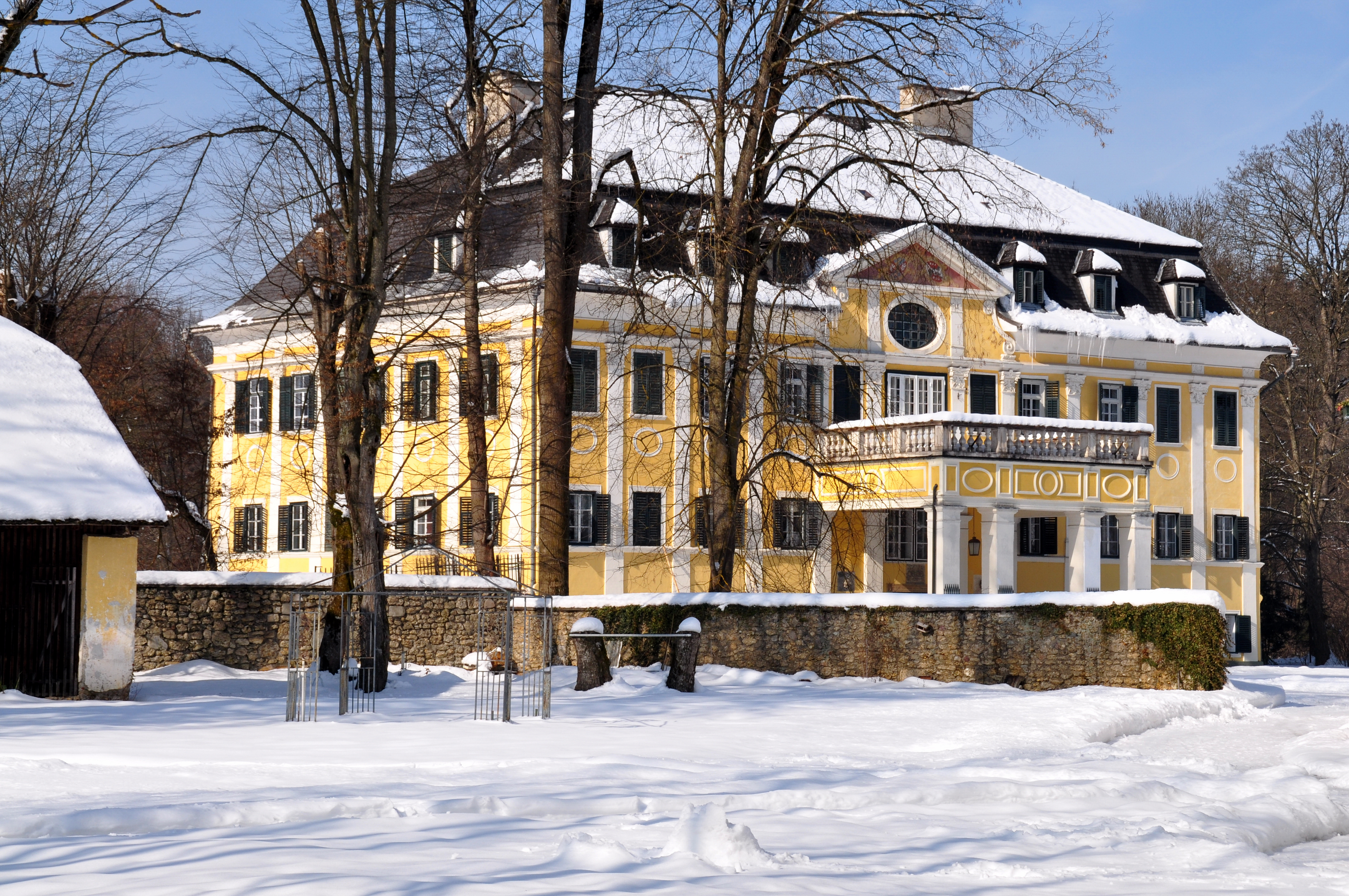
Zámek Ebenthal v Korutanech, hlavní rodové sídlo

Od roku 1825 až do smrti byl nejvyšším zemským maršálkem v Dolních Rakousích, kde byl zároveň prezidentem berního úřadu. Nakonec v letech 1834–1846 zastával funkci nejvyššího maršálka císařského dvora. Zastával také řadu čestných funkcí, byl kurátorem rakouské spořitelny a členem Akademie výtvarných umění ve Vídni. Byl také c.k. tajným radou a komořím, v roce 1816 obdržel Řád zlatého rouna. Dále byl nositelem Leopoldova řádu a Řádu železné koruny, v zahraničí získal ruský Řád sv. Alexandra Něvského a Řád Bílého orla, v Bavorsku velkokříž Záslužného řádu bavorské koruny. Díky vysokým státním funkcím v různých zemích habsburské monarchie obdržel obyvatelské právo ve Štýrsku, Kraňsku a Haliči.

### Rodinné a majetkové poměry

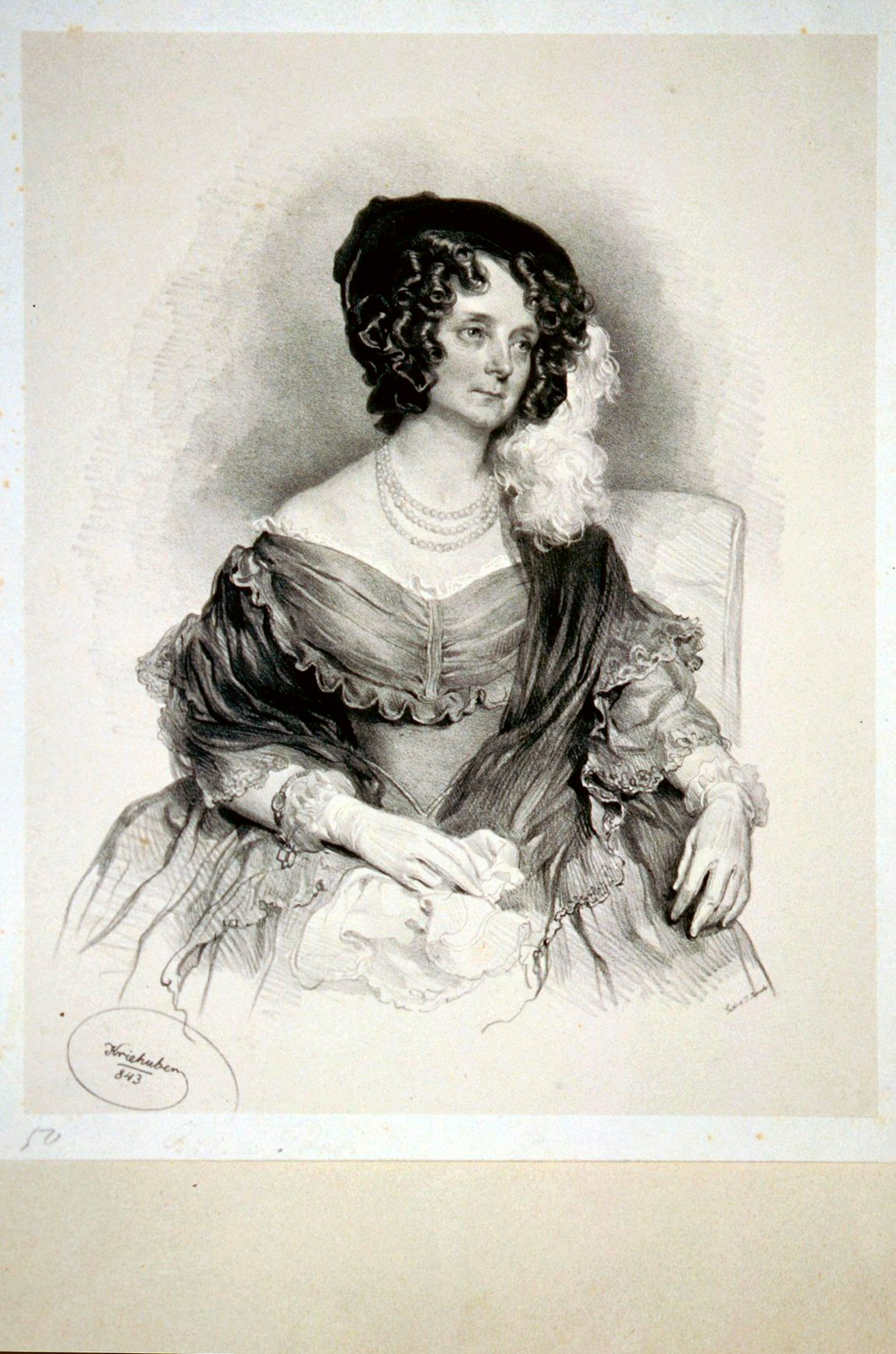
Hraběnka Isabela Goëssová, rozená Thürheimová (Josef Kriehuber, litografie, 1843)

Byl dvakrát ženatý, jeho první manželkou byla baronka Marie Karolína z Kaisersteina (1775–1800), která však zemřela rok po svatbě. Podruhé se oženil v roce 1807 s hraběnkou Isabelou Thürheimovou (1784–1855), která byla později c.k. palácovou dámou a dámou Řádu hvězdového kříže. Zajímala se o památky a mimo jiné nechala obnovit hrob polského krále Boleslava II. v Ossiachu. Z druhého manželství se narodil jediný syn Jan Antonín (1816–1887), který byl pokračovatelem rodu a také zemským hejtmanem v Korutanech.
Po otci zdědil panství Ebenthal, Karlsberg a Moosburg v Korutanech, kromě toho v roce 1808 přikoupil panství Treffen se zámkem Grottenegg.